# Epamera normani
Epamera normani är en fjärilsart som beskrevs av Larsen. Epamera normani ingår i släktet Epamera och familjen juvelvingar. Inga underarter finns listade i Catalogue of Life.